# Jongerenorganisatie Vrijheid en Democratie
De Jongerenorganisatie Vrijheid en Democratie (JOVD) is een Nederlandse liberale politieke jongerenorganisatie. Sinds de inwerkingtreding van de Wet subsidiëring politieke partijen is de JOVD gelieerd aan de VVD. In politiek opzicht is de JOVD volledig onafhankelijk, wat betekent dat de vereniging zelf haar standpunten kan bepalen.

## Geschiedenis
Op 26 februari 1949 besloten ongeveer 35 jonge liberalen in de Pulchri Studio te Den Haag een vereniging op te richten: de Jongerenorganisatie Vrijheid en Democratie, kortweg de JOVD. Een door het hoofdbestuur van de VVD ingestelde commissie was ruim een half jaar eerder aan de slag gegaan met de nodige voorbereidingen en door het opheffen van de Bond van Jong-Liberalen ontstond hieruit de enige liberale politieke jongerenorganisatie van Nederland.
Aan het einde van de jaren vijftig werd binnen de jongerenorganisatie voor het eerst een fundamentele discussie gevoerd over de politieke onafhankelijkheid van de JOVD. Twee hoofdbestuursleden, Huub Jacobse en Gab Dorsman, waren in 1959 kandidaat voor de Tweede Kamerverkiezingen. Destijds werd de conclusie getrokken dat het Kamerlidmaatschap onverenigbaar was met een functie in het hoofdbestuur van de JOVD.
In de jaren zestig werd er binnen de JOVD veel gediscussieerd over het Nederlandse parlementaire stelsel. Tijdens een algemene ledenvergadering in 1964 werd een resolutie aangenomen waarin werd gepleit voor het afschaffen van de Eerste Kamer en de invoering van een partieel districtenstelsel. Daarnaast was er kritiek op de monarchie. Deze resolutie leverde veel publiciteit op en een aantal ideeën kwamen vervolgens in het partijprogramma van D66 terecht, doordat tot de oprichters van D66 enkele (oud)-JOVD'ers behoorden.
In 1966 mengde toenmalig landelijk voorzitter Hans Wiegel zich in een conflict tussen het hoofdbestuur van de VVD en het Amsterdamse VVD-raadslid Hans Gruijters. Het Amsterdamse raadslid weigerde het huwelijk van Prinses Beatrix en Claus van Amsberg bij te wonen en kreeg hierop een berisping van het VVD-hoofdbestuur. De toen 24-jarige Wiegel nam het vervolgens op voor Gruijters' individuele keuzevrijheid.
In 1970 stelde de JOVD voor het eerst een politiek kernpuntenprogramma (PKP) vast. In dit document werden, voor een termijn van vier jaar, de belangrijkste inhoudelijke speerpunten van de JOVD verankerd. Sindsdien stelt de JOVD iedere vier jaar een dergelijk document op. Veel standpunten in het eerste PKP deden bij velen een suggestie van sympathie voor D66 ontstaan, maar landelijk voorzitter Dick Dees verzekerde in 1969 dat hij zijn aandacht primair op de VVD zou richten.
In 1973 vond er in Hotel Des Indes te Den Haag op initiatief van JOVD-voorzitter Johan Remkes een overleg plaats tussen D66-sympathisanten en JOVD'ers over het herstel van liberale eenheid in de Nederlandse politiek. Na verloop van tijd schoof ook de PvdA aan bij deze gesprekken en werd de vorming van een eventuele coalitie al gauw het centrale onderwerp. Dit is het begin van wat thans het Des Indes-beraad wordt genoemd. Met het Des Indes-beraad legde de JOVD de basis voor de uiteindelijke totstandkoming van het eerste paarse kabinet in 1994.
In 1978 kwam de JOVD met het zogenoemde ‘Zwartboek Justitie’, dat op 7 oktober dat jaar werd gepresenteerd tijdens een speciale themadag. 
In maart 2008 kwam de JOVD met een reactie op de kwestie rondom het uitbrengen van Wilders' film Fitna. In een video werd het bekende gedicht van H.M. van Randwijk voorgelezen, "Een Volk dat voor Tirannen zwicht". De JOVD wilde hiermee het kabinet oproepen sterk positie te kiezen voor de vrijheid van meningsuiting en niet te zwichten voor kritiek uit islamitische landen. Volgens de JOVD mag het recht op vrijheid van meningsuiting nooit gerelativeerd worden, ook niet wanneer belangen geschaad worden en men het niet eens is met de boodschap.
De laatste jaren heeft de JOVD zich vaker ingezet voor een ruime uitleg van de vrijheid van meningsuiting en is dit volgens historicus Ewout Klei een centraal thema geworden in de politieke koers van de JOVD. Zo liet de JOVD na de aanslag op Charlie Hebdo in januari 2015 de tekst “Vrijheid overwint altijd” projecteren op een billboard op treinstation Den Haag Centraal, waarbij ophef ontstond nadat de exploitant weigerde een cartoon van Charlie Hebdo met daarop de profeet Mohammed bij de tekst te plaatsen.

## Organisatie
De JOVD bestaat uit een landelijke vereniging met als hoogste bestuursorgaan de Algemene Vergadering die driemaal per jaar wordt gehouden. Tijdens de Voorbereidende Algemene Vergadering, die in het najaar gehouden wordt, wordt tevens het hoofdbestuur uit de leden benoemd.

### Hoofdbestuur
De JOVD wordt op landelijk niveau bestuurd door het hoofdbestuur, dat ieder jaar tijdens de Algemene Vergadering van Verkiezing in juni wordt verkozen en vervolgens op de  Voorbereidende Algemene Vergadering in oktober wordt benoemd. De belangrijkste taken van het hoofdbestuur zijn het uitdragen van standpunten, het faciliteren van JOVD-afdelingen, het internationaal vertegenwoordigen van de vereniging en het bijhouden van de administratie van de organisatie als geheel. De landelijk voorzitter van de JOVD is sinds oktober 2023 Mauk Bresser.

### Afdelingen
De JOVD kent 18 afdelingen verdeeld over vier regio's:
- Noord: Friesland, Groningen en de commissie Drenthe (Welke onder Groningen valt)
- Oost: Apeldoorn e.o. Flevoland, Rijk van Nijmegen c.a. Twente en Zwolle e.o.
- Zuid: Baronie van Breda, Eindhoven, Hart van Brabant, 's-Hertogenbosch en Limburg
- West: Amsterdam e.o. Den Haag e.o. Leiden e.o. Rijnmond, Top van Holland en Utrecht e.o.

Elke afdeling kent een afdelingsbestuur dat de dagelijkse leiding over de afdeling heeft. Het afdelingsbestuur wordt eenmaal per jaar gekozen door de leden van de betreffende afdeling, op een algemene vergadering.

### Commissies
De JOVD kent vele commissies, die door het hoofdbestuur worden ingesteld. Commissies houden zich in de JOVD bezig met adviserende en uitvoerende taken: zo kent de JOVD commissies die bijvoorbeeld belast zijn met het schrijven van verenigingsdocumenten, het adviseren van de algemene ledenvergadering en interne audits.

### Driemaster
De jongerenorganisatie geeft een verenigingsblad uit onder de naam Driemaster. Dit blad verschijnt gemiddeld twee keer per jaar. 

## Politieke onafhankelijkheid
In juni 1999 trad de nieuwe "Wet subsidiëring politieke partijen" in werking, waardoor de subsidies die politieke jongerenorganisaties ontvangen van het ministerie van Binnenlandse zaken gekoppeld worden aan de Kamerzetels van de politieke partij en het ledenaantal van de jongerenorganisatie. Omdat de JOVD als onafhankelijke politieke jongerenorganisatie geen verbintenis had met een politieke partij zou dit gevolgen hebben voor de voornaamste inkomsten van de vereniging.
Omdat de VVD geen eigen jongerenorganisatie had en de JOVD altijd al als de officieuze jongerenorganisatie van deze partij werd gezien, is de JOVD sinds januari 2000 de officiële jongerenorganisatie van de VVD geworden. Als adviseur van het VVD-hoofdbestuur mag de landelijk voorzitter van de JOVD namens de liberale jongeren bij bestuursvergaderingen van de VVD aanschuiven. De JOVD woont formeel geen fractievergaderingen van de VVD bij.
Al sinds de oprichting sluiten ook liberalen die andere politieke partijen steunen zich aan bij de JOVD. Zo waren bijvoorbeeld de JOVD'ers Hans Gruijters en Erwin Nypels nauw betrokken bij de oprichting van D66. Dit leidde toentertijd tot een grote verdeeldheid binnen de JOVD (sommigen pleitten voor een samengaan van VVD en D66).
Los van politiek-inhoudelijke meningsverschillen, zijn de JOVD en de VVD de laatste jaren op organisatorisch gebied nauwer gaan samenwerken. De ledenvergaderingen van beide organisaties hebben besloten per 1 januari 2017 een contributiearrangement aan te gaan, waardoor jongeren die middels dit arrangement lid van zowel de JOVD als de VVD zijn korting krijgen.

## Liberaal van het Jaar
Jaarlijks verkiest de JOVD de Liberaal van het Jaar, traditioneel tijdens de nieuwjaarsborrel op het Algemeen Secretariaat in Den Haag.
- 2022 Sander Schimmelpenninck vanwege zijn documentaire 'Sander en de Kloof' waarin hij aandacht vraagt voor kansengelijkheid.[5]
- 2021 Lale Gül vanwege het door haar geschreven boek Ik ga leven.
- 2020 Pieter Omtzigt vanwege zijn verdienstelijke werk als controleur van de overheid en zijn rol als beschermheer van de vrijheid.[6]
- 2019 Constantijn der Nederlanden voor zijn succesvolle oproep om meer geld beschikbaar te stellen voor start-ups.[7]
- 2018 Shirin Musa voor haar wijzen op de waarde van persoonlijke vrijheid en het bij elkaar willen brengen van mensen van verschillende achtergronden.[8]
- 2017 Klaas Dijkhoff doordat hij op frisse en vernieuwende wijze de politiek aanspreekbaar en aantrekkelijk weet te maken.[9]
- 2016 Sybe Schaap vanwege zijn gevecht tegen het opkomende populisme.[10]
- 2015 Arjen Lubach vanwege zijn rol in Zondag met Lubach (VPRO) als waakhond voor de burger tegen de overheid en zijn pleidooien voor het belang van privacy en de legalisering van softdrugs.
- 2014 De Amsterdamse antiquair Michiel van Eyck werd verkozen vanwege zijn strijd voor de vrijheid van meningsuiting en tegen het verbieden van boeken.
- 2013 Alexander Pechtold werd verkozen vanwege zijn inzet voor economische hervormingen, zijn pleidooien voor privacy en het openbreken van het sociaal akkoord.
- 2012 Edith Schippers vanwege haar strijd voor een betere en betaalbare zorg.
- 2011 Inez Weski voor haar strijd tegen het verval van de rechtsstaat.
- 2010 Bits of Freedom als organisatie vanwege haar niet aflatende werk om het internet een vrijplaats te houden.
- 2009 Hans Teeuwen vanwege zijn niet aflatende inzet voor het vrije woord.
- 2008 Neelie Kroes vanwege haar niet-aflatende inzet voor het bestrijden van kartelvorming en het kritische onderzoek naar staatssteun sinds het uitbreken van de kredietcrisis.
- 2007 Sophie in 't Veld dankzij haar inspanningen voor homo- en vrouwenrechten en haar strijd tegen het uithollen van privacy en individuele vrijheden.
- 2006 Gerrit Zalm vanwege zijn tomeloze inzet voor het op orde brengen van de schatkist en zijn liberale ideeën op het gebied van financiën.
- 2005 Femke Halsema voor haar manifest Vrijheid eerlijk delen, waarin ze pleit voor een ID-baan voor alle werkzoekenden, versoepeling van het ontslagrecht en verkorting van de ww-uitkering.
- 2004 Sybilla Dekker voor haar doel om de huizenmarkt te liberaliseren.
- 2003 Aart Jan de Geus voor de hervormingen van de sociale zekerheid. Hij weigerde echter de bijbehorende prijs in ontvangst te nemen.

Eerder ging de titel Liberaal van het Jaar naar Paul Cliteur (2002), Anders Fogh Rasmussen (2001), Henk Kamp (2000) en Guy Verhofstadt (1999).

## Internationaal
De JOVD is lid van de International Federation of Liberal Youth (IFLRY), de wereldwijde liberale jongerenorganisatie en van de European Liberal Youth (LYMEC), de liberale jongerenorganisatie van Europa.

## (Oud-)JOVD'ers
Veel bekende VVD-politici, waaronder Mark Rutte, Hans Wiegel, Ed Nijpels, Frank de Grave, Johan Remkes, Jan van Zanen, Loek Hermans en Robin Linschoten, waren ooit actief binnen het Hoofdbestuur van de JOVD. De eerste zes waren enige tijd landelijk voorzitter.
Ook oud-D66-Kamerlid Erwin Nypels, oud-PvdA-Kamerlid Hein Roethof, 50PLUS-politicus Norbert Klein en opiniemaker Jort Kelder hebben in het hoofdbestuur van de JOVD gezeten.
Enkele andere bekende (oud-)leden zijn:
- Edward Asscher
- Eric Balemans
- Thierry Baudet
- Elco Brinkman
- Han ten Broeke
- Anouk van Brug
- Splinter Chabot
- Clemens Cornielje
- Dick Dees
- Ingrid van Engelshoven
- Jan Franssen
- Hans Gruyters
- Ferry Hoogendijk
- Joram van Klaveren
- Rik Kuethe
- Jules Maaten
- Toine Manders
- Annette Nijs
- Haya van Someren
- Anne Lize van der Stoel
- Mark Verheijen
- Herman Vermeer
- Gijs de Vries
- Heleen Weening
- Jan-Kees Wiebenga
- Bas van 't Wout
- Jan van Zanen

### Lijst voorzitters
| Van               | Tot               | Naam                     |
| ----------------- | ----------------- | ------------------------ |
| 26 februari 1949  | augustus 1949     | W.J. de Blaey            |
| augustus 1949     | 8 april 1951      | Jacques Linssen          |
| 8 april 1951      | 17 november 1951  | Frits van Gelder         |
| 17 november 1951  | 15 november 1952  | Edgar Nordlohne          |
| 15 november 1952  | 10 november 1956  | Hein Roethof             |
| 10 november 1956  | 24 oktober 1959   | Huub Jacobse             |
| 24 oktober 1959   | 11 november 1961  | Evert Hoven              |
| 11 november 1961  | 10 november 1962  | Mattie de Bruijne        |
| 10 november 1962  | 31 oktober 1964   | Erwin Nypels             |
| 31 oktober 1964   | 6 november 1965   | Reinier Heyting          |
| 6 november 1965   | 29 oktober 1966   | Hans Wiegel              |
| 29 oktober 1966   | 28 oktober 1967   | Gerard van der Meer      |
| 28 oktober 1967   | 8 november 1969   | Henk Bosma               |
| 8 november 1969   | 27 februari 1971  | Dick Dees                |
| 27 februari 1971  | 10 maart 1973     | Domien van Wees          |
| 10 maart 1973     | 15 februari 1974  | Roy Lantain              |
| 15 februari 1974  | November 1975     | Ed Nijpels               |
| November 1975     | 12 maart 1977     | Johan Remkes             |
| 12 maart 1977     | 17 juni 1978      | Gijs de Vries            |
| 17 juni 1978      | 29 maart 1980     | Frank de Grave           |
| 29 maart 1980     | 14 maart 1981     | Robert de Haze Winkelman |
| 14 maart 1981     | 7 september 1982  | Roelof Houwing           |
| 7 september 1982  | 12 november 1983  | Eric Brinckmann          |
| 12 november 1983  | 17 november 1984  | Herman Vermeer           |
| 17 november 1984  | 21 juni 1986      | Julius Remarque          |
| 21 juni 1986      | 21 april 1987     | Eric Balemans            |
| 21 april 1987     | 19 november 1988  | Anette Nijs              |
| 19 november 1988  | 22 juni 1991      | Mark Rutte               |
| 22 juni 1991      | 14 november 1992  | Cor Schagen              |
| 14 november 1992  | 18 juni 1994      | Koen Petersen            |
| 18 juni 1994      | 23 maart 1996     | Arjan Toor               |
| 23 maart 1996     | 20 juni 1998      | Ciska Scheidel           |
| 20 juni 1998      | Mei 1999          | Robin Bremekamp          |
| Mei 1999          | 25 november 2000  | Jeroen de Veth           |
| 25 november 2000  | 24 november 2001  | Maarten Burggraaf        |
| 24 november 2001  | September 2002    | Rense Weide              |
| September 2002    | 22 november 2003  | Ferdi de Lange           |
| 22 november 2003  | 29 januari 2004   | Paul van As              |
| 29 januari 2004   | 3 april 2004      | Egbert Adrichem          |
| 3 april 2004      | 20 november 2004  | Paul Laane               |
| 20 november 2004  | 20 november 2005  | Hans de Backer           |
| 20 november 2005  | 1 juni 2006       | Klaas-Jeroen Terwal      |
| 1 juni 2006       | 1 juli 2006       | Jasper Honkoop           |
| 1 juli 2006       | 19 november 2006  | Saul Janssen             |
| 19 november 2006  | 17 november 2007  | Sabine Koebrugge         |
| 17 november 2007  | 22 november 2009  | Jeroen Diepemaat         |
| 22 november 2009  | 30 november 2011  | Martijn Jonk             |
| 30 november 2011  | 19 september 2012 | Bram Dirkx               |
| 19 september 2012 | 11 november 2012  | Nick Derks               |
| 11 november 2012  | 17 november 2013  | Jarico Vos               |
| 17 november 2013  | 4 oktober 2014    | Christiaan Kwint         |
| 4 oktober 2014    | 3 oktober 2015    | Tom Leijte               |
| 3 oktober 2015    | 1 oktober 2016    | Matthijs van de Burgwal  |
| 1 oktober 2016    | 30 september 2017 | Rutger de Ridder         |
| 30 september 2017 | 12 oktober 2019   | Splinter Chabot          |
| 13 oktober 2019   | 9 oktober 2020    | Rick Oudshoorn           |
| 10 oktober 2020   | 9 oktober 2021    | Hilde Wendel             |
| 10 oktober 2021   | 8 oktober 2022    | Daphne Lodder            |
| 9 oktober 2022    | 30 september 2023 | Michiel Suijker          |
| 1 oktober 2023    | Heden             | Mauk Bresser             |

## Netwerken

### De Vrije Student
Sinds de invoering van het sociaal leenstelsel mogen de medezeggenschapsorganen in het hoger onderwijs meebeslissen over de begroting van hun onderwijsinstelling. Op initiatief van de JOVD is in 2015 tijdens de bezettingen van het Maagdenhuis de onafhankelijke liberale studentenraadspartij De Vrije Student opgericht om, naar eigen zeggen, de kwaliteit van de medezeggenschap te vergroten en als tegengeluid tegen de Maagdenhuisbezetting.
De studentenraadspartij heeft bij haar oprichting kernpunten opgesteld welke op iedere onderwijsinstelling nagestreefd worden:
- De instelling moet beschikbare gelden efficiënt besteden, zo veel mogelijk ervan moet ingezet worden voor de verbetering van het onderwijs.
- De student moet niets in de weg staan om een gedeelte van zijn of haar opleiding in het buitenland te volgen.
- Colleges moeten digitaal aangeboden worden en studenten moeten de mogelijkheid krijgen om online colleges van andere universiteiten te volgen.

### Club '49
Club '49 is de donateursvereniging van de JOVD en bestaat uit een netwerk van mensen die in het verleden actief zijn geweest voor de JOVD en/of de liberale doelstellingen van de JOVD een warm hart toe dragen. Jaarlijks organiseert Club '49 meerdere bijeenkomsten. Het donateursnetwerk heeft zich ten doel gesteld de JOVD op lange termijn onafhankelijk van overheidssubsidies te maken.

### Rottumerberaad
Het Rottumerberaad is een stichting voor (oud-)hoofdbestuurders van de JOVD en organiseert jaarlijks activiteiten om het contact tussen voormalige JOVD-hoofdbestuurders te bevorderen. Alle hoofdbestuursleden van de JOVD worden automatisch lid van deze stichting, die op 27 oktober 1987 is opgericht door een initiatief van Herman Vermeer. Johan Remkes is sinds 2017 voorzitter van het Rottumerberaad.